# Balneari Grau-Bassas
El balneari Grau-Bassas era un conjunt d'edificis situats als carrers de la Lluna i de Guifré del Raval de Barcelona, actualment desapareguts.

## Història i descripció
A mitjans del segle xix, el metge i reputat taxidermista Joan Grau-Bassas i de Torà tenia el seu consultori al carrer del Carme, 19 (antic 10), al mateix indret on el seu pare Josep havia establert la farmàcia familiar, que després passaria al seu germà gran Josep Miquel.
El 1853, va adquirir en emfiteusi a Rosa Nadal i Dodero (usufructuària) i als tutors del seu fill menor d'edat Manuel Sagnier i Nadal un terreny de 17.485 pams quadrats a la banda de llevant del nou carrer de la Lluna, i tot seguit va demanar permís per a construir-hi un edifici segons el projecte del mestre d'obres Esteve Bosch i Gironella, que ja s'havia encarregat de la reforma de la residència dels Nadal-Sagnier. Es tractava d'una edificació de planta baixa amb una façana tripartita, disposada al voltant d'un pati central, on Grau-Bassas va establir el seu consultori i un balneari: «Este establecimiento lleva el nombre de San Juan Bautista, y está situado en uno de los puntos mas despejados de la Ciudad: en él á mas de los baños comunes de agua dulce, se administran de varias clases, como son: frios, frescos, de vapor, de aguas termales, medicamentados, de encajonamiento, secos, de hidropatia, de electricidad y otros. Los precios están marcados en una tarifa que se reparte en el propio establecimiento.»
El 1857, Grau-Bassas va adquirir en emfiteusi al comerciant i terratinent Rafael Sabadell i Permanyer una parcel·la a la cantonada dels carrers de la Lluna i de Guifré, on va fer construir un edifici d'habitatges de planta baixa i quatre pisos segons el projecte de l'arquitecte Carles Gauran. Pel que sembla, el balneari no va tenir l'èxit esperat, ja que els senyors emfitèutics van instar un litigi contra el metge per impagament del cens, i el 1860 es va treure a subhasta l'edifici principal, valorat en 234.292 rals de billó, i l'any següent la casa de la cantonada, valorada en 136.000. Finalment, ambdós foren enderrocats i en el solar s'hi construïren nous edificis d'habitatges (actuals núms. 16 al 24).

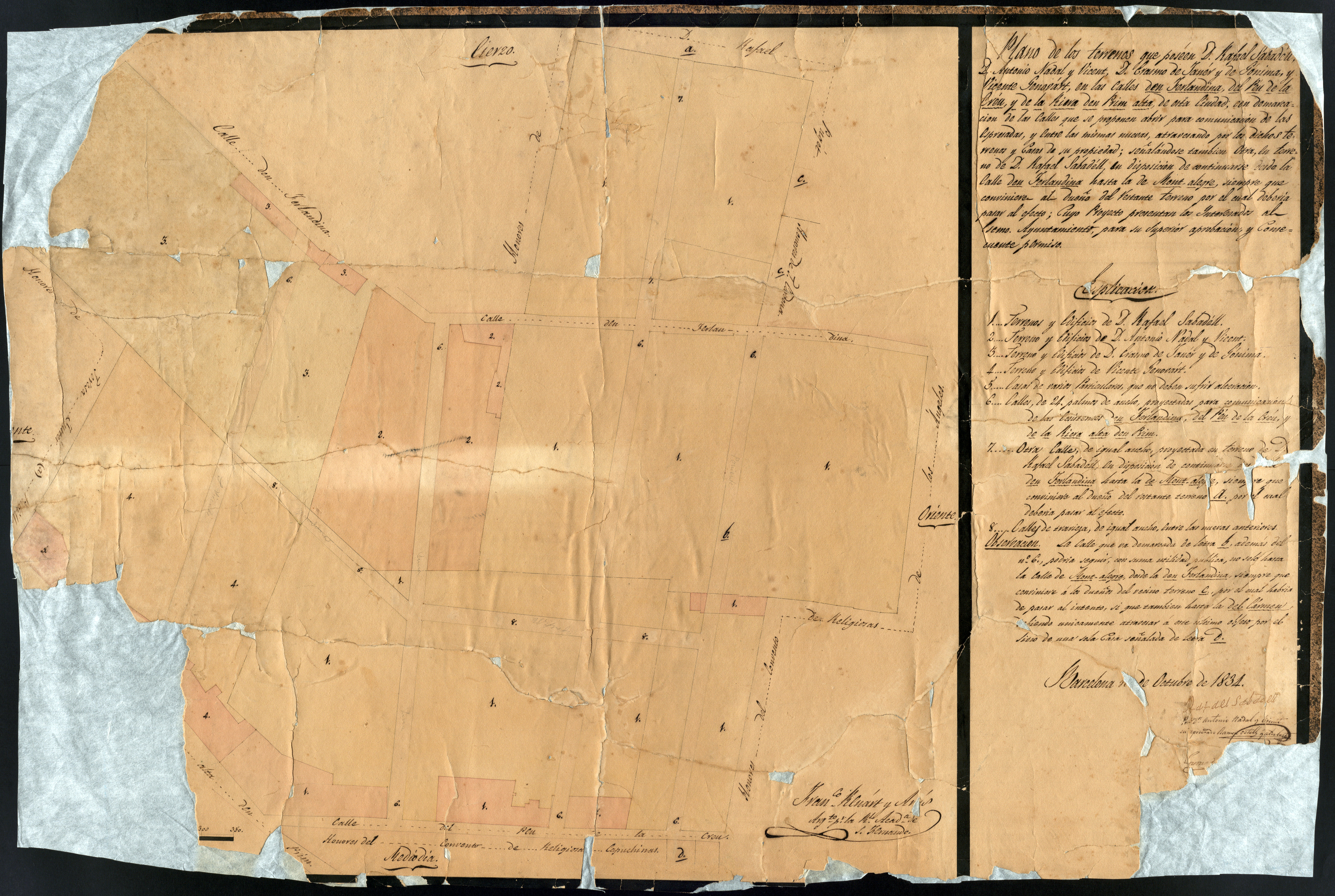
Plànol de la zona dels carrers de Ferlandina, Peu de la Creu i Riera d'en Prim alta, amb la proposta d'obertura de nous carrers pels propietaris Rafael Sabadell, Antoni Nadal i Vicent, Erasme de Janer i de Gònima i Vicenç Genovart

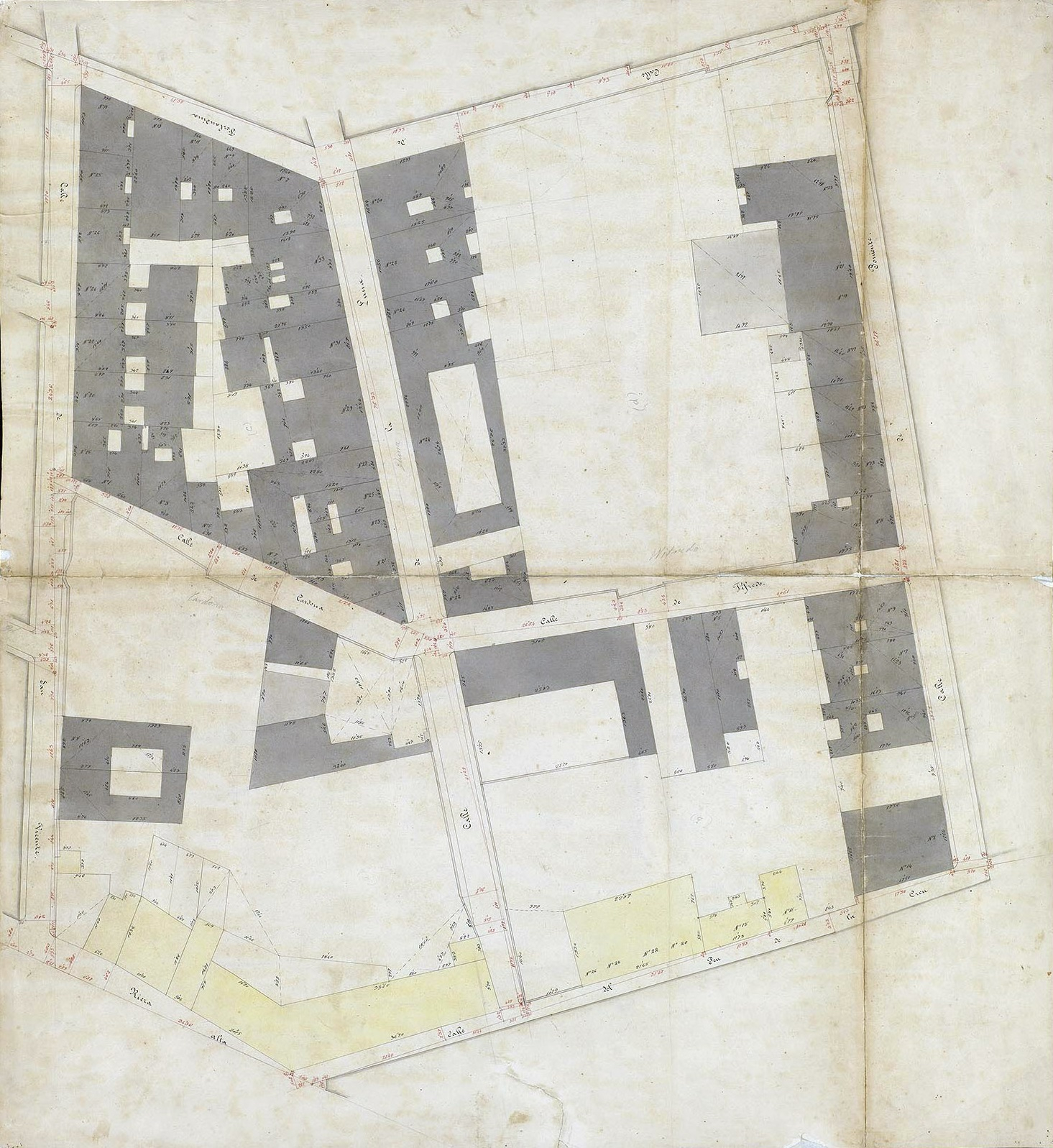
Quarteró núm. 73 de Garriga i Roca (c. 1860)